# کینگز پارک (ویرجینیا)
کینگز پارک (به انگلیسی: Kings Park) یک منطقهٔ مسکونی در ایالات متحده آمریکا است که در ویرجینیا واقع شده‌است. کینگز پارک ۳٫۴۵ کیلومتر مربع مساحت و ۴٬۳۳۳ نفر جمعیت دارد و ۱۰۵٫۱۶ متر بالاتر از سطح دریا واقع شده‌است.